# Pró Monarquia
Pró Monarquia (în română: Pro Monarhie) este o asociație civică și culturală non-profit al cărei scop este promovarea, ghidarea și coordonarea inițiativelor care vizează restaurarea Monarhiei în Brazilia.
Fondată în 1990, se constituie sub egida șeful Casei Imperiale a Braziliei, ea reprezintă și Secretariatul Casei Imperiale a Braziliei. Funcția Secretariatului este de a posta informații despre Familia Imperială Braziliană pe rețelele sociale (cum ar fi Facebook, Twitter, YouTube și Instagram) și pe site-ul oficial și, de asemenea, trimite mesaje către oameni. Organizația are și funcția de a organiza călătoriile prinților Braziliei în Brazilia și în lume.
Sediul organizației este situat în São Paulo, Brazilia.